# Salón de la Fama de las mujeres de Maine
El Salón de la Fama de las mujeres de Maine fue creado en 1990 para honrar los éxitos de las mujeres asociadas con el estado de Maine en los Estados Unidos. Las ceremonias de inclusión se llevan a cabo cada año durante el mes de marzo, designado como el «Mes de la Historia de la Mujer». Las nominadas son elegidas por el público a través de un formulario de nominación en línea. La Universidad de Maine en Augusta exhibe el salón de la fama en su biblioteca Bennett D. Katz, y también alberga el salón de la fama en línea en el sitio web de la universidad.

## Créditos para la denominación
El formulario de denominación enumera tres criterios de elegibilidad:
- Los éxitos de la mujer deben haber tenido un impacto significativo a nivel estatal
- Los logros de la mujer mejoraron significativamente las vidas de las mujeres en Maine
- La contribución de la mujer tiene un valor perdurable para las otras mujeres.

Las nominaciones tienen una fecha límite del mes de diciembre del año en curso.

## Primeras galardonadas
Las dos primeras miembros en 1990 fueron Mabel Sine Wadsworth y Margaret Chase Smith. Wadsworth había dedicado su vida a múltiples problemas, incluida la salud materna y la planificación familiar, y fundó el Wadsworth Women's Health Centre. Fue miembro de la junta directiva de Servicios Legales para Ancianos y ayudó a recaudar fondos para organizaciones destacadas. Margaret Chase Smith tiene la distinción de ser la primera mujer elegida en ejercer en el Senado de los Estados Unidos. Ella se postuló para presidente de los Estados Unidos en el Partido Republicano el año 1964, pero perdió frente a Barry Goldwater. Smith también tiene la distinción de ser la primera republicana en hablar en contra de las tácticas del senador Joseph McCarthy, en su discurso del 1 de junio de 1950 en el Senado.
Dos décadas después de su creación, la lista de Galardonadas contiene una medallista de oro olímpica, Joan Benoit, dos senadoras estadounidenses más, Olympia Snowe y Susan Collins, y la madre de una senadora, Patricia M. Collins, que había sido alcaldesa de la ciudad de Maine. La genetista Elizabeth S. Russell se unió a la lista, al igual que la Presidenta de la Universidad de Maine en la Isla Presque Nancy H. Hensel. La autora y sobreviviente del Holocausto Judith Magyar Isaacson ha sido honrada con una inclusión en el salón de la fama. Con los nuevos miembros del 2011, el salón de la fama honró a 35 mujeres por sus contribuciones en Maine y en la población femenina.

## Galardonadas
| Nombre                     | Imagen | Nacimiento-Muerte | Año  | Área de éxitos | Ref(s) |
| -------------------------- | ------ | ----------------- | ---- | --- | ------ |
| Sharon H. Abrams           |        |                   | 2004 | Directora Ejecutiva de Maine Children's Home en Little Wanderers de Waterville | [ 2 ]  |
| Connie Adler               |        |                   | 2016 | Médica y defensora de la salud de la mujer | [ 3 ]  |
| Sharon Barker              |        |                   | 2009 | Directora Centro de Recursos para Mujeres de la Universidad de Maine | [ 4 ]  |
| Lyn Mikel Brown            |        | (1956– )          | 2013 | Cofundadora de Hardy Girls Healthy Women, activista, autora, investigadora y profesora del Colby College | [ 5 ]  |
| Mary Cathcart              |        | (1942– )          | 2013 | Ex representante estatal de Maine y senadora estatal; codirectora de Maine Nuevo programa de liderazgo del Centro de Políticas Margaret Chase Smith                                                                 | [ 6 ]  |
| Patricia M. Collins        |        |                   | 2005 | Alcalde de Caribou (1981-1982), presidenta del Comité de Maine para la Responsabilidad Judicial y la Discapacidad, y Catholic Charities Maine                                                                       | [ 7 ]  |
| Susan Collins              |        | (1952–)           | 2011 | Senadora de los Estados Unidos | [ 8 ]  |
| Elizabeth W. Crandall      |        |                   | 1996 | Ambientalista, defensora de los derechos de la mujer |        |
| Linda Smith Dyer           |        | (d. 2001)         | 2001 | Cofundador del Lobby de Mujeres de Maine | [ 9 ]  |
| Mary Farrar                |        |                   | 2012 | Defensora de víctimas |        |
| Laura Fortman              |        |                   | 2007 | Administrador Adjunta de la División de Salarios y Horas del Departamento de Trabajo de los Estados Unidos; exdirectora Ejecutiva del Centro Frances Perkins                                                        | [ 10 ] |
| Ethel Wilson Gammon        |        | (1916-2009)       | 1997 | Washburn-Norlands Living History Center | [ 11 ] |
| Caroline D. Gentile        |        | (1924–2008)       | 2000 | Instructora de educación física | [ 12 ] |
| Ellen F. Golden            |        |                   | 2015 | Vicepresidenta de CEI (Coastal Enterprises, Inc.) | [ 13 ] |
| Dorothy M. Healy           |        | (1904–1990)       | 1993 | Profesora universitaria que, junto con la profesora Grace A. Dow, estableció la Colección de Escritoras de Maine; homónimo de la Cátedra Dorothy M. Healy de la Universidad de Nueva Inglaterra                     | [ 14 ] |
| Karen Heck                 |        | (b. 1952)         | 2008 | Defensora de los derechos de la mujer |        |
| Nancy H. Hensel            |        |                   | 2003 | Presidenta Universidad de Maine en Presque Isle | [ 15 ] |
| Judith Magyar Isaacson     |        | (1925–2015)       | 2004 | Sobreviviente del Holocausto, activista de derechos humanos, autora de Seed of Sarah: Memoirs of a Survivor |        |
| Theodora J. Kalikow        |        | (1941–)           | 2002 | Presidenta de la Universidad de Maine en Farmington | [ 16 ] |
| Chilton R. Knudsen         |        |                   | 2006 | Obispo de Maine, Iglesia Episcopal | [ 17 ] |
| Laurie G. Lachance         |        |                   | 2014 | Primera mujer presidenta del Thomas College | [ 18 ] |
| Gail H. Laughlin           |        | (1868–1952)       | 1991 | Primera práctica de abogada desde Maine, primera presidenta de la Fundación de Mujeres Empresarias y Profesionales, que ejerció tanto en la cámara de Maine de Representantes como en el Senado del estado de Maine |        |
| Ruth L. Lockhart           |        |                   | 2012 | Defensora de la salud de la mujer, activista de los derechos de la mujer, educadora sobre el SIDA |        |
| Dale McCormick             |        | (1947–)           | 2007 | Extesorera del estado de Maine, servicio en el Senado estatal de Maine | [ 19 ] |
| Elizabeth H. Mitchell      |        | (1940– )          | 1999 | Senadora del estado de Maine | [ 20 ] |
| Katherine O. Musgrave      |        | (1920–2015)       | 2011 | Profesora Emérita de Alimentos y Nutrición de la Universidad de Maine; Premio del Miembro de la Facultad de la Asociación de Educación Continua de la Universidad de Nueva Inglaterra 2002                          | [ 21 ] |
| Gilda E. Nardone           |        |                   | 1991 | Directora de Maine Displaced Homemakers Program |        |
| Judy Ayotte Paradis        |        | (1944– )          | 2005 | Cámara de Representantes de Maine |        |
| Chellie Pingree            |        | (1955– )          | 2001 | Cámara de Representantes de los Estados Unidos | [ 22 ] |
| Lois Galgay Reckitt        |        | (1944– )          | 1998 | Director Ejecutivo, Family Crisis Services, Portland, Maine | [ 23 ] |
| Ninetta May Runnals        |        | (1885-1980)       | 1992 | Decana del Colby College | [ 24 ] |
| Elizabeth S. Russell       |        | (1913–2001)       | 1991 | Genetista | [ 25 ] |
| Patricia E. Ryan           |        |                   | 2014 | Directora ejecutiva de la Comisión de Derechos Humanos de Maine y miembro fundador del Lobby de Mujeres de Maine |        |
| Joan Benoit Samuelson      |        | (1957–)           | 2000 | Corredora de maratón estadounidense que ganó la medalla de oro en los Juegos Olímpicos de verano de 1984 | [ 26 ] |
| Elizabeth Ward Saxl        |        |                   | 2016 | Defensora de las víctimas y sobrevivientes de asalto sexual | [ 3 ]  |
| Mildred Brown Schrumpf     |        | (1903–2001)       | 1997 | Economista, nutricionista | [ 27 ] |
| Margaret Chase Smith       |        | (1897–1995)       | 1990 | Senadora de los Estados Unidos, Cámara de Representantes de los Estados Unidos | [ 28 ] |
| Olympia J. Snowe           |        | (1947–)           | 1999 | Senado de los Estados Unidos | [ 29 ] |
| Marti Stevens              |        | (d. 1993)         | 1996 | Directora de teatro, actriz, directora de habilidades básicas del condado de Somerset | [ 30 ] |
| Thelma C. Swain            |        | (1908–2008)       | 2010 | Filántropa | [ 31 ] |
| Eloise Vitelli             |        | (1949– )          | 1995 | Fundadora de Women's Business Development Corporation, defensora del espíritu empresarial para las mujeres | [ 32 ] |
| Mabel Sine Wadsworth       |        | (1910–2006)       | 1990 | Activista de control de la natalidad | [ 33 ] |
| Florence Brooks Whitehouse |        | (1869–1945)       | 2008 | Sufragista | [ 34 ] |
| Esther E. Wood             |        | (1905-2002)       | 1994 | Escritora, profesora, historiadora | [ 35 ] |
| Barbara W. Woodlee         |        |                   | 2015 | Presidenta jubilada de Kennebec Valley Community College ; directora académica del Maine Community College System                                                                                                   | [ 36 ] |